# Luke! Die Schule und ich
Luke! Die Schule und ich – VIPs gegen Kids ist eine deutsche Comedy-Quizshow, die von Luke Mockridge moderiert, von Brainpool produziert und von Sat.1 ausgestrahlt wird. In jeder Folge gibt es zwei Teams aus Prominenten und Schülern verschiedener Jahrgangsstufen, die gegeneinander antreten und Fragen sowie Aufgaben zu verschiedenen Schulfächern beantworten bzw. lösen müssen. Die erste Folge wurde am 5. Mai 2017 gesendet.

## Konzept
In jeder Folge treten ein Team aus vier Prominenten sowie drei vierköpfige Schüler-Teams gegeneinander an. Die Schülerteams sind jeweils aus einer Grundschule sowie jeweils aus einer Mittel- und Oberstufe. In Einspielern wird Mockridge in den verschiedenen Schulen gezeigt, wo er die Schüler für die Show sucht.
Jedes Schuljahr stellt eine Frage bzw. Spielrunde dar. Dabei wurde das G8-Schulsystem ausgewählt – ein Modus mit insgesamt zwölf Spielrunden. Die vier Schüler aus der Grundschule spielen in den ersten vier Spielrunden für das Schülerteam, die vier Schüler aus der Mittelstufe für die Spielrunden Fünf bis Acht und die vier Schüler aus der Oberstufe für die Spielrunden Neun bis Zwölf. Die aufsteigende Nummer des Schuljahrs entspricht dabei der Anzahl der zu gewinnenden Punkte im jeweiligen Spiel. Der jeweilige Sieger erhält einen Punkt im ersten Schuljahr, zwei Punkte im zweiten Schuljahr usw. Durch ein Buzzer, der von dem Team, das weniger Punkte hat, gedrückt wird, wird pro Schuljahr ein Schulfach ausgewählt, von der die jeweilige Frage bzw. das jeweilige Spiel handelt. Seit der dritten Staffel wird das Fach ohne Buzzer ausgewählt. In Spielrunden mit Laborversuchen tritt Konrad Stöckel als Fragesteller auf sowie bei Aufgaben im Schulfach Sport anfänglich Mockridges ehemaliger Sportlehrer Herr Gemeiner.
Zum Schluss folgt das Finale bzw. die Abschlussprüfung, bei der jedes Team insgesamt 78 Punkte erspielen kann. Für das Schüler-Team beantworten die vier Schüler aus der Oberstufe die Fragen. Abwechselnd wird eine Frage an ein Teammitglied gestellt. Das Wertungssystem und die Schwierigkeitsstufen der Fragen ist dasselbe, wie in den vorherigen Runden.
Am Ende gewinnt das Team, das nach der Finalrunde die meisten Punkte erhalten hat, 20.000 Euro (in der ersten Staffel noch 25.000 Euro) für seine Schule bzw. ehemalige Schule.

## Produktion und Ausstrahlung
Ende Februar 2017 kündigte Sat.1 eine neue Show mit Luke Mockridge an. Die von Brainpool produzierte Show mit dem Titel Luke! Die Schule und ich soll in der ersten April-Hälfte produziert werden. Einen Monat später wurde bekannt, dass die vierteilige Show ab dem 5. Mai 2017 freitags um 20:15 Uhr zusammen mit Folgen der Sketch-Comedy-Serie Knallerkerle ausgestrahlt werden soll.
Die erste Folge am 5. Mai 2017 wurde von insgesamt 2,03 Millionen Zuschauer gesehen.
Des Weiteren sind alle Folgen jeweils nach der Erstausstrahlung in der Sat.1 Mediathek und auf myspass.de online verfügbar.
Unmittelbar nach Ausstrahlung der letzten Folge der ersten Staffel gab Sat.1 bekannt, dass die Show um eine zweite Staffel verlängert wurde. Diese wurde vom 13. April bis 18. Mai 2018 gesendet. Staffel 3 wurde vom 26. April bis zum 31. Mai 2019 ausgestrahlt. Ab dem 17. April 2020 wurde die vierte Staffel ausgestrahlt, aufgrund der COVID-19-Pandemie allerdings ohne Publikum. Die Schulklassen sind während der Sendung hin und wieder per Videochat zugeschaltet. Am 19. März 2021 startete die fünfte Staffel mit einer Spezial-Ausgabe zur „Sat.1-Waldrekord-Woche“.

## Folgen und Teams
| Folge | Datum         | „VIPs“                                                               | „Kids“ | Endergebnis |
| ----- | ------------- | -------------------------------------------------------------------- | --- | ----------- |
| 1     | 5. Mai 2017   | Fabian Hambüchen Hella von Sinnen Ingmar Stadelmann Johannes Oerding | Grundschule Johann, Simon, Lara, Finlay (aus der Grundschule Gundorf in Leipzig) Mittelstufe Florian, Paul, Stacy, Paul (aus der Immanuel-Kant-Schule in Reinfeld) Oberstufe Jonas, Jacqueline, Jan-Philipp, Nadine (aus der Immanuel-Kant-Schule in Reinfeld)                                  | 51:84       |
| 2     | 12. Mai 2017  | Uwe Ochsenknecht Nelson Müller Bürger Lars Dietrich Stefan Effenberg | Grundschule Sergio, Danial, Tarina, Ibtissam (aus der Pestalozzischule in Raunheim) Mittelstufe Lea, Bene, Marlen, Léon (aus der Gesamtschule Berger Feld in Gelsenkirchen) Oberstufe Andriko, Henry, Anna, Jakob (aus der Gesamtschule Berger Feld in Gelsenkirchen)                           | 40:74       |
| 3     | 19. Mai 2017  | Arne Friedrich Jeannine Michaelsen Wigald Boning Heiner Lauterbach   | Grundschule Philipp, Nele, Jos, Malte (aus der Grundschule auf dem Süsteresch in Schüttorf) Mittelstufe David, Emil, Sofie, Vincent (aus dem Carl-von-Ossietzky-Gymnasium in Bonn) Oberstufe Lena, Marlin, Julius, Hannah (aus dem Carl-von-Ossietzky-Gymnasium in Bonn)                        | 106:101     |
| 4     | 26. Mai 2017  | Matthias Steiner Sonja Zietlow Max Giesinger Lisa Feller             | Grundschule Nels, Mia, Leandro, Joelle (aus der Friedrich-Wilhelm-Raiffeisen-Grundschule in Hamm) Mittelstufe Levantes, Anselm, Carolin, Tommy (aus dem Albertus-Magnus-Gymnasium in Regensburg) Oberstufe Laura, Bianca, Jonathan, Katharina (aus dem Albertus-Magnus-Gymnasium in Regensburg) | 68:89       |
| 5     | 13. Apr. 2018 | Johannes Strate Hugo Egon Balder Katrin Bauerfeind Simon Pearce      | Grundschule Ruwen, Anna, Titus, Sophia (aus der Matthias-Claudius-Schule in Bonn) Mittelstufe Emma, Luisa, Jonas, Olivia (aus dem Aggertal-Gymnasium in Engelskirchen) Oberstufe Luca, Johanna, Raoul, Rana (aus dem Aggertal-Gymnasium in Engelskirchen)                                       | 67:72       |
| 6     | 20. Apr. 2018 | Peter Neururer Margie Kinsky Sasha Torsten Sträter                   | Grundschule Linnéa, Jari, Jule, Irma (aus der Rosenmaarschule in Köln) Mittelstufe Lena, Leon, Kathi, Katha (aus der Stiftsschule St. Johann in Amöneburg) Oberstufe Julian, Marie, Frederik, Ivana (aus der Stiftsschule St. Johann in Amöneburg)                                              | 49:83       |
| 7     | 27. Apr. 2018 | Bastian Bielendorfer Uschi Glas Michael Kessler Horst Lichter        | Grundschule Marta, Paula, Till, Lukas (aus der Grundschule Burg Ummendorf in Ummendorf) Mittelstufe Julius, Luca, Lilly, Luis (aus dem Landrat-Lucas-Gymnasium in Leverkusen) Oberstufe Jonas, Sophie, Luciano, Lovis (aus dem Landrat-Lucas-Gymnasium in Leverkusen)                           | 49:79       |
| 8     | 4. Mai 2018   | Wincent Weiss Jasmin Gerat Tom Beck Pierre Littbarski                | Grundschule Amelie, Mika, Emilia, Polly (aus der Werbellinsee-Grundschule in Berlin) Mittelstufe Lina, Lea, Merle, Lisa (aus der Europaschule in Bornheim) Oberstufe Sven, Johanne, Altin, Moritz (aus der Europaschule in Bornheim)                                                            | 63:63 1     |
| 9     | 11. Mai 2018  | Miroslav Nemec Namika Patrick Owomoyela Carolin Kebekus              | Grundschule Felizitas, Felix, Finn, Cornelius (aus der Hermann-Lietz-Schule in Haubinda) Mittelstufe Helen, Pauline, Arthur, Christopher (aus der Hermann-Lietz-Schule in Haubinda) Oberstufe Sophie, Sandy, Hannes, Tim (aus der Hermann-Lietz-Schule in Haubinda)                             | 67:82       |
| 10    | 18. Mai 2018  | Olaf Schubert Rea Garvey Tahnee Schaffarczyk Marcel Reif             | Grundschule Emilia, Alicia, Tim, Domenico (aus der Don-Bosco-Schule in Düsseldorf) Mittelstufe Luisa, Lucas, Noah, Gabriel (aus dem Ernst-Mach-Gymnasium in Hürth) Oberstufe Anne, Max, Matteo, André (aus dem Ernst-Mach-Gymnasium in Hürth)                                                   | 68:51       |
| 11    | 26. Apr. 2019 | Lena Meyer-Landrut Bastian Pastewka Thomas Hermanns Guido Cantz      | Grundschule Joshua, Annalena, Nils, Julia (aus der St.-Sebastian-Grundschule in Raesfeld) Mittelstufe Rojda, Thea, Julius, Jona (aus dem Gymnasium Links der Weser in Bremen) Oberstufe Thea, Cornelia, Lasse, Rick (aus dem Gymnasium Links der Weser in Bremen)                               | 56:71       |
| 12    | 3. Mai 2019   | Nico Santos Wotan Wilke Möhring Simon Stäblein Henry Maske           | Grundschule Laurenz, Jan, Frederike, Tobias (aus der Grundschule Bramsche in Lingen) Mittelstufe Emelie, Emma, Max, Louis (aus dem Friedrich-Schiller-Gymnasium in Marbach) Oberstufe Pia, Denise, Ruben, Julis (aus dem Friedrich-Schiller-Gymnasium in Marbach)                               | 47:75       |
| 13    | 10. Mai 2019  | Anna Loos Lothar Matthäus Dokter Renz Hans Sigl                      | Grundschule Jonathan, Julius, Leonie, Paula (aus der Matthias-Grundschule in Trier) Mittelstufe Leonard, Summer, Nils, Valerie (aus dem Cusanus-Gymnasium in Erkelenz) Oberstufe Laura, Niclas, Myriam, Justin (aus dem Cusanus-Gymnasium in Erkelenz)                                          | 77:69       |
| 14    | 17. Mai 2019  | Verona Pooth Ruth Moschner Abdelkarim Reiner Calmund                 | Grundschule Finja, Toni, Kaitlin, Malte (aus der Grundschule Weyer in Solingen) Mittelstufe Benett, Lena, Paul, Leonie (aus dem Sportgymnasium in Chemnitz) Oberstufe Fränzi, Laurin, Maxi, Mark (aus dem Sportgymnasium in Chemnitz)                                                           | 62:76       |
| 15    | 24. Mai 2019  | Andrea Kaiser Faisal Kawusi David Garrett Ralf Moeller               | Grundschule Svenja, Emilia, Jendrik, Ilias (aus der Theodor-Fontane-Grundschule in Leverkusen) Mittelstufe Noah, Larissa, Leo, Marie (aus dem Goethe-Gymnasium in Dortmund) Oberstufe Zoe, Tim, Thara, Hendrik (aus dem Goethe-Gymnasium in Dortmund)                                           | 87:50       |
| 16    | 31. Mai 2019  | Luke Mockridge 2                                                     | Grundschule Frederick, Mia, Benedict, Philipp (aus der Matthias-Claudius-Schule in Bonn) Mittelstufe Vincent, Charlotte, Bo, Konstantin (aus dem Carl-von-Ossietzky-Gymnasium in Bonn) Oberstufe Hendrik, Konstantin, Nils, Max (aus dem Collegium Josephinum in Bonn)                          | 96:79       |
| 17    | 17. Apr. 2020 | Oliver Korittke Michael Schulte                                      | Sarah Lombardi Özcan Cosar 3 | 41:75       |
| 18    | 24. Apr. 2020 | Oliver Welke Sebastian Ströbel                                       | Vanessa Mai Chris Tall 3 | 80:49       |
| 19    | 1. Mai 2020   | Smudo Kida Khodr Ramadan                                             | Nico Santos Jochen Schropp 3 | 75:77       |
| 20    | 8. Mai 2020   | Bülent Ceylan Jürgen Vogel                                           | Pietro Lombardi Thomas Helmer 3 | 82:97       |
| 21    | 15. Mai 2020  | Christoph Maria Herbst Frank Rosin                                   | Anna Thalbach Max Giesinger 3 | 31:85       |
| 22    | 22. Mai 2020  | Faisal Kawusi                                                        | Luke Mockridge 4 | 55:84       |
| 23    | 19. März 2021 | Kevin Kühnert Emilia Schüle Rea Garvey Till Reiners                  | Grundschule Jella, Philipp, Romy, Jan (aus der Schule Alsterredder in Hamburg) Mittelstufe Linus, Levin, Lena, Charlotte (aus verschiedenen Schulen) Oberstufe Isabell, Patrick, Valentina, Paul (aus verschiedenen Schulen)                                                                    | 88:54 5     |
| 24    | 26. März 2021 | Viviane Geppert Maxi Gstettenbauer Olaf Thon Max Giesinger           | Grundschule Sophia, Diego, Marley, Emile (aus der Grundschule Kürten-Olpe) Mittelstufe Anncharlotte, Malin, Bela, Natalie (aus der Sportschule Potsdam) Oberstufe Tyrel, Moana-Lou, Wilhelm, Greta (aus der Sportschule Potsdam)                                                                | 73:84       |
| 25    | 2. Apr. 2021  | Bosse Nora Tschirner Pierre M. Krause Michael Beck                   | Grundschule Sooths, Stina, Thore, Mathilde (aus der Grundschule Norderney) Mittelstufe Maximilian, Michelle, Christina, Khoi (aus dem Otto-Nagel-Gymnasium in Berlin) Oberstufe Konrad, Jette, Jarvis, Klara-Marie (aus dem Otto-Nagel-Gymnasium in Berlin)                                     | 72:86       |
| 26    | 9. Apr. 2021  | Özcan Coşar Axel Prahl Janin Ullmann Sebastian Krumbiegel            | Grundschule Lilly, Leon, Xenia, Artur (aus der Franz-Leuninger-Schule in Mengerskirchen) Mittelstufe Florian, Nina, Jonas, Marlon (aus dem Gymnasium Nonnenwerth) Oberstufe Maria, David, Constanze, Thomas (aus dem Gymnasium Nonnenwerth)                                                     | 85:71       |
| 27    | 16. Apr. 2021 | Johannes Oerding Wincent Weiss Dunja Hayali Steven Gätjen            | Grundschule Jonte, Lukas, Zoe, Jakob (aus der Eichenwallschule in Leer) Mittelstufe Konrad, Lilli, Jonathan, Tobias (aus dem Gymnasium Michelstadt) Oberstufe Lilith, Kenya, Lovis, Svenja (aus dem Gymnasium Michelstadt)                                                                      | 81:15       |
| 28    | 23. Apr. 2021 | Sophia Thomalla Riccardo Simonetti Álvaro Soler Atze Schröder        | Grundschule Hannah, Pia, Lasse, Benjamin (aus der International School on the Rhine in Neuss) Mittelstufe Jolina, Kevin, Gioia, Mathias (aus der International School on the Rhine in Neuss) Oberstufe Betty, Maximilian, Mariam, Mohammed (aus der Leipzig International School)               | 57:67       |

## Rezeption

### Auszeichnung
- Deutscher Comedypreis
  - 2020: Nominierung in der Kategorie Beste Moderation für Luke Mockridge
- Deutscher Fernsehpreis
  - 2019: Auszeichnung in der Kategorie Beste Moderation Unterhaltung für Luke Mockridge für Luke! Die Schule und ich, Luke! Die 2000er und ich und Luke! Die Woche und ich

### Kritik
Die Kritiken sind überwiegend positiv. Vor allem wird Luke Mockridge als Moderator sehr gelobt. Kritisiert wird teilweise das Konzept und der Titel der Show.

„Luke Mockridge moderiert seine erste große Primetime-Show in Sat.1 und macht seine Sache dabei richtig gut. "Luke! Die Schule und ich" ist authentisch und unterhaltsam, wenn da nur nicht dieser einfallslose Show-Titel wäre.“

„Während das Konzept in Schulnoten ausgedrückt also vielleicht auf ein befriedigend kommen würde, schneidet Mockridge mit einer glatten eins ab - sehr gut. Unterm Strich bleibt für das Gesamtpaket so noch die Schulnote zwei, gut. [...] Fürs Erste hat die Sendung ihre Versetzung aber problemlos gemeistert.“

### Einschaltquoten
Im Durchschnitt verfolgten 1,92 Millionen (6,5 Prozent) des Gesamtpublikums die erste Staffel der Show auf Sat.1. In der Zielgruppe der 14- bis 49-Jährigen wurde im Durchschnitt 1,14 Millionen gemessen und dies führte zu einem Marktanteil von sehr guten 13,0 Prozent.
| Folge | Datum         | Zuschauer | Zuschauer       | Marktanteil | Marktanteil     | Quelle        |
| Folge | Datum         | Gesamt    | 14 bis 49 Jahre | Gesamt      | 14 bis 49 Jahre | Quelle        |
| ----- | ------------- | --------- | --------------- | ----------- | --------------- | ------------- |
| 1     | 5. Mai 2017   | 2,03 Mio. | 1,20 Mio.       | 6,8 %       | 12,6 %          | [ 4 ]         |
| 2     | 12. Mai 2017  | 1,95 Mio. | 1,17 Mio.       | 6,8 %       | 13,0 %          | [ 11 ]        |
| 3     | 19. Mai 2017  | 1,93 Mio. | 1,23 Mio.       | 6,7 %       | 13,3 %          | [ 12 ]        |
| 4     | 26. Mai 2017  | 1,76 Mio. | 0,97 Mio.       | 6,9 %       | 12,9 %          | [ 10 ]        |
| 5     | 13. Apr. 2018 | 1,94 Mio. | 1,31 Mio.       | 6,6 %       | 14,2 %          | [ 13 ]        |
| 6     | 20. Apr. 2018 | 1,38 Mio. | 0,79 Mio.       | 5,4 %       | 11,2 %          | [ 14 ]        |
| 7     | 27. Apr. 2018 | 1,74 Mio. | 1,08 Mio.       | 6,5 %       | 13,2 %          | [ 15 ]        |
| 8     | 4. Mai 2018   | 1,53 Mio. | 0,85 Mio.       | 5,8 %       | 12,3 %          | [ 16 ]        |
| 9     | 11. Mai 2018  | 1,54 Mio. | 0,86 Mio.       |             | 10,4 %          | [ 17 ]        |
| 10    | 18. Mai 2018  | 1,55 Mio. | 0,96 Mio.       | 5,8 %       | 11,9 %          | [ 18 ]        |
| 11    | 26. Apr. 2019 | 1,45 Mio. | 0,83 Mio.       | 5,0 %       | 9,5 %           | [ 19 ]        |
| 12    | 3. Mai 2019   | 1,49 Mio. | 0,89 Mio.       |             | 10,7 %          | [ 20 ]        |
| 13    | 10. Mai 2019  | 1,69 Mio. | 1,01 Mio.       | 5,9 %       | 12,0 %          | [ 21 ]        |
| 14    | 17. Mai 2019  | 1,39 Mio. | 0,77 Mio.       | 5,1 %       | 9,7 %           | [ 22 ]        |
| 15    | 24. Mai 2019  | 1,57 Mio. | 0,88 Mio.       | 6,1 %       | 12,3 %          | [ 23 ]        |
| 16    | 31. Mai 2019  | 1,43 Mio. | 0,82 Mio.       | 5,5 %       | 11,3 %          | [ 24 ]        |
| 17    | 17. Apr. 2020 | 1,71 Mio. | 1,01 Mio.       | 5,2 %       | 11,3 %          | [ 25 ]        |
| 18    | 24. Apr. 2020 | 1,66 Mio. |                 | 5,0 %       | 11,0 %          | [ 26 ]        |
| 19    | 1. Mai 2020   | 1,74 Mio. | 1,01 Mio.       | 5,1 %       | 10,2 %          | [ 27 ]        |
| 20    | 8. Mai 2020   | 1,71 Mio. |                 | 5,6 %       | 11,8 %          | [ 28 ]        |
| 21    | 15. Mai 2020  | 1,51 Mio. | 0,96 Mio.       | 4,8 %       | 11,2 %          | [ 29 ] [ 28 ] |
| 22    | 22. Mai 2020  | 1,19 Mio. | 0,72 Mio.       | 4,0 %       | 8,9 %           | [ 30 ] [ 28 ] |
| 23    | 19. März 2021 | 1,2 Mio.  | 0,72 Mio.       | 4,0 %       | 9,2 %           | [ 31 ]        |
| 24    | 26. März 2021 | 1,18 Mio. | 0,63 Mio.       | 3,9 %       | 7,6 %           | [ 32 ]        |
| 25    | 2. Apr. 2021  | 1,40 Mio. | 0,78 Mio.       | 4,7 %       | 11,4 %          | [ 32 ]        |
| 26    | 9. Apr. 2021  | 1,13 Mio  | 0,63 Mio.       | 3,6 %       | 7,9 %           | [ 33 ]        |
| 27    | 16. Apr. 2021 | 1,10 Mio. | 0,64 Mio        | 3,6 %       | 7,9 %           | [ 34 ]        |
| 28    | 23. Apr. 2021 | 1,26 Mio. | 0,69 Mio        | 4,2 %       | 9,0 %           | [ 35 ]        |